# Ультрафильтрация
Ультрафильтрация — процесс мембранного разделения, а также фракционирования и концентрирования веществ, осуществляемый путем фильтрования жидкости под действием разности давлений до и после мембраны. Размер пор ультрафильтрационных мембран варьируется от 0,01 до 0,1 мкм.
Типичное применение ультрафильтрации — отделение макромолекулярных компонентов от раствора, причем нижний предел отделяемых растворенных веществ соответствует молекулярным массам в несколько тысяч. Для отделения растворенных веществ с молекулярными массами от нескольких сот до нескольких тысяч используется процесс, промежуточный между ультрафильтрацией и обратным осмосом, который называют нанофильтрация.
Ультрафильтрационные мембраны относятся к пористым мембранам, и в них задержка частиц определяется главным образом их размером и формой относительно размеров пор мембраны, а транспорт растворителя прямо пропорционален приложенному давлению. Итак, механизм разделения на ультрафильтрационных мембранах — ситовой.

## Материалы ультрафильтрационных мембран
В настоящее время большинство ультрафильтрационных мембран изготавливаются из полимерных материалов. Ниже представлены некоторые из них:
- полисульфон/полиэфирсульфон/сульфированный полисульфон
- поливинилиденфторид
- полиакрилонитрил
- производные целлюлозы
- полиимид/поли(эфирмид)
- алифатические полиамиды

Кроме указанных полимерных материалов, в качестве УФ мембран используются неорганические (керамические) материалы.

## Применение
Ультрафильтрация имеет широкую область использования, связанную с задачами отделения высокомолекулярных от низкомолекулярных компонентов. Подобного рода задачи могут найти применение в следующих отраслях:
- пищевая и молочная промышленность
- фармацевтическая промышленность
- текстильная промышленность
- химическая промышленность
- металлургическая промышленность
- производство бумаги
- кожевенная промышленность